# Callulops marmoratus
Espèce
Statut de conservation UICN

 DD  : Données insuffisantes
Callulops marmoratus est une espèce d'amphibiens de la famille des Microhylidae.

## Répartition
Cette espèce est endémique de Papouasie-Nouvelle-Guinée. Elle se rencontre entre 850 et 900 m d'altitude dans le sud-ouest de la province de Simbu,.

## Publication originale
- Kraus & Allison, 2003 : A new species of Callulops (Anura: Microhylidae) from Papua New Guinea. Pacific Science, vol. 57, p. 29-38 (texte intégral).